# Golden Raspberry Awards 1998
De Golden Raspberry Awards 1998 was het negentiende evenement rondom de uitreiking van de Golden Raspberry Awards. De uitreiking werd gehouden op 22 maart 1999 in het Huntley Hotel Garden Room in Santa Monica, Californië voor de slechtste prestaties binnen de filmindustrie van 1998.
Het was de eerste Golden Raspberry Award-uitreiking waarbij drie films dezelfde prijs wonnen. The Avengers, Godzilla en Psycho wonnen alle drie voor “slechtste remake of vervolg”.

## Genomineerden en winnaars
| "Winnaar"* |

| Categorie | Nominaties |
| --- | ---------- |
| Slechtste film |            |
| An Alan Smithee Film: Burn Hollywood Burn (Hollywood Pictures)                                                        |            |
| Armageddon (Touchstone)                                                                                               |            |
| Godzilla (TriStar) |            |
| Spice World (Columbia Pictures)                                                                                       |            |
| The Avengers (Warner Bros.)                                                                                           |            |
| Slechtste acteur |            |
| Bruce Willis in Armageddon, Mercury Rising, en The Siege                                                              |            |
| Adam Sandler in The Waterboy                                                                                          |            |
| Ralph Fiennes in The Avengers                                                                                         |            |
| Ryan O'Neal in An Alan Smithee Film: Burn Hollywood Burn                                                              |            |
| Ryan Phillippe in 54                                                                                                  |            |
| Slechtste actrice |            |
| The Spice Girls in Spice World                                                                                        |            |
| Anne Heche in Psycho                                                                                                  |            |
| Jessica Lange in Hush                                                                                                 |            |
| Uma Thurman in The Avengers                                                                                           |            |
| Yasmine Bleeth in BASEketball                                                                                         |            |
| Slechtste mannelijke bijrol                                                                                           |            |
| Joe Eszterhas (als zichzelf) in An Alan Smithee Film: Burn Hollywood Burn                                             |            |
| Joe Pesci in Lethal Weapon 4                                                                                          |            |
| Roger Moore in Spice World                                                                                            |            |
| Sean Connery in The Avengers'                                                                                         |            |
| Sylvester Stallone (als zichzelf) in An Alan Smithee Film: Burn Hollywood Burn                                        |            |
| Slechtste vrouwelijke bijrol                                                                                          |            |
| Maria Pitillo in Godzilla                                                                                             |            |
| Ellen Albertini Dow in 54                                                                                             |            |
| Jenny McCarthy in BASEketball                                                                                         |            |
| Liv Tyler in Armageddon                                                                                               |            |
| Raquel Welch in Chairman of the Board                                                                                 |            |
| Slechtste schermkoppel                                                                                                |            |
| Leonardo DiCaprio (als tweeling) in The Man in the Iron Mask (MGM/UA)                                                 |            |
| Ben Affleck en Liv Tyler in Armageddon                                                                                |            |
| Elke combinatie tussen twee mensen, lichaamsdelen of accessoires" in Spice World                                      |            |
| Elke combinatie tussen twee mensen die zichzelf spelen" in An Alan Smithee Film: Burn Hollywood Burn                  |            |
| Ralph Fiennes en Uma Thurman in The Avengers                                                                          |            |
| Slechtste regisseur                                                                                                   |            |
| Gus Van Sant voor Psycho                                                                                              |            |
| Alan Smithee (ook bekend als Arthur Hiller) voor An Alan Smithee Film: Burn Hollywood Burn                            |            |
| Jeremiah S. Chechik voor The Avengers                                                                                 |            |
| Michael Bay voor Armageddon                                                                                           |            |
| Roland Emmerich voor Godzilla                                                                                         |            |
| Slechtste remake of vervolg                                                                                           |            |
| Godzilla |            |
| Psycho |            |
| The Avengers |            |
| Lost in Space |            |
| Meet Joe Black |            |
| Slechtste scenario |            |
| An Alan Smithee Film: Burn Hollywood Burn, geschreven door Joe Eszterhas                                              |            |
| Armageddon, scenario door Jonathan Hensleigh en J.J. Abrams                                                           |            |
| Godzilla, scenario door Dean Devlin en Roland Emmerich                                                                |            |
| Spice World, geschreven door Kim Fuller, idee van Fuller en de Spice Girls                                            |            |
| The Avengers, geschreven door Don MacPherson                                                                          |            |
| Slechtste nieuwe ster                                                                                                 |            |
| Joe Eszterhas (als zichzelf) in An Alan Smithee Film: Burn Hollywood Burn                                             |            |
| Jerry Springer in Ringmaster                                                                                          |            |
| Barney in Barney's Great Adventure                                                                                    |            |
| Carrot Top in Chairman of the Board                                                                                   |            |
| The Spice Girls in Spice World                                                                                        |            |
| Slechtste originele lied                                                                                              |            |
| "I Wanna Be Mike Ovitz!" uit An Alan Smithee Film: Burn Hollywood Burn, geschreven door Joe Eszterhas en Gary G-Wiz   |            |
| "Barney, the Song" uit Barney's Great Adventure, geschreven door Jerry Herman                                         |            |
| "I Don't Want to Miss a Thing" uit Armageddon, geschreven door Diane Warren                                           |            |
| "Storm" uit The Avengers, geschreven door Bruce Woolley, Chris Elliott, Marius deVries, Betsy Cook, en Andy Caine     |            |
| "Too Much" uit Spice World, geschreven door de Spice Girls, Andy Watkins, en Paul Wilson                              |            |
| Slechtste trend van het jaar                                                                                          |            |
| "Gidgets 'n' geezers (58-year-old leading men wooing 28-year-old leading ladies)"                                     |            |
| "30 minuten van het verhaal, samengevat in minder dan drie uur (lange films, korte plot)"                             |            |
| "Als je de trailer hebt gezien, is er geen reden meer om de film te zien (previews die de hele verhaallijn verraden)" |            |
| "THX: het geluid is oorverdovend (voor te harde filmgeluiden)"                                                        |            |
| "Yo quiero tacky tie-ins (overmatige sluikreclame in films, onder andere in Armageddon en Godzilla)"                  |            |

1980 ·
1981 ·
1982 ·
1983 ·
1984 ·
1985 ·
1986 ·
1987 ·
1988 ·
1989 ·
1990 ·
1991 ·
1992 ·
1993 ·
1994 ·
1995 ·
1996 ·
1997 ·
1998 ·
1999 ·
2000 ·
2001 ·
2002 ·
2003 ·
2004 ·
2005 ·
2006 ·
2007 ·
2008 ·
2009 ·
2010 ·
2011 ·
2012 ·
2013 ·
2014 ·
2015 ·
2016 ·
2017 ·
2018 ·
2019 ·
2020 ·
2021 ·
2022 ·
2023 ·
2024